# Fiduciary Licence Agreement
Das Fiduciary Licence Agreement (dt. Treuhänderische Lizenzvereinbarung), kurz FLA genannt, ist eine Vereinbarung zwischen dem Inhaber eines  Urheberrechts und einem Treuhänder. Sie regelt die Übertragung einzelner Nutzungsrechte des Urhebers auf den Treuhänder.
Sinn und Zweck der treuhänderischen Lizenzvereinbarung ist die Bündelung der gemeinsamen Interessen einer Vielzahl von Urhebern beim Treuhänder. Entwickelt wurde das FLA von der  Free Software Foundation Europe und dem Institut für Rechtsfragen der Freien und Open Source Software im Jahr 2003. Es findet Anwendung im Bereich der  Software-Lizenzierung.

## Hintergrund
Die Möglichkeiten der Nutzung von Software werden bestimmt durch eine Lizenz, die der Urheber der Software (Lizenzgeber) dem Benutzer der Software (Lizenznehmer) erteilt. Wird die Lizenz verletzt, kann der Lizenzgeber seine Rechte gerichtlich durchsetzen.
Freie-Software-Projekte weisen im Gegensatz zu  proprietärer Software oft mehrere Urheber, also mehrere Rechtsinhaber auf. Dies führt zu Hindernissen bezüglich der Durchsetzbarkeit von rechtlichen Ansprüchen, da meist jeder Miturheber am Verfahren teilnehmen müsste. Um eine effektive Rechtsdurchsetzung zu ermöglichen, werden deshalb Nutzungsrechte jedes einzelnen Urhebers beim Treuhänder gebündelt. Dieser verfolgt dann die rechtlichen Interessen der Urheber.